# Gunung Kong
Gunung Kong är en kulle i Indonesien.   Den ligger i provinsen Aceh, i den västra delen av landet, 1 600 km nordväst om huvudstaden Jakarta. Toppen på Gunung Kong är 62 meter över havet.
Terrängen runt Gunung Kong är platt åt sydväst, men åt nordost är den kuperad.Runt Gunung Kong är det ganska tätbefolkat, med 80 invånare per kvadratkilometer. I omgivningarna runt Gunung Kong växer i huvudsak städsegrön lövskog.